# Ребріча
Ребріча (рум. Rebricea) — село у повіті Васлуй в Румунії. Входить до складу комуни Ребріча.
Село розташоване на відстані 292 км на північ від Бухареста, 28 км на північний захід від Васлуя, 32 км на південь від Ясс.

## Населення
За даними перепису населення 2002 року у селі проживали 558 осіб, усі — румуни. Усі жителі села рідною мовою назвали румунську.